# The Avenging Arrow

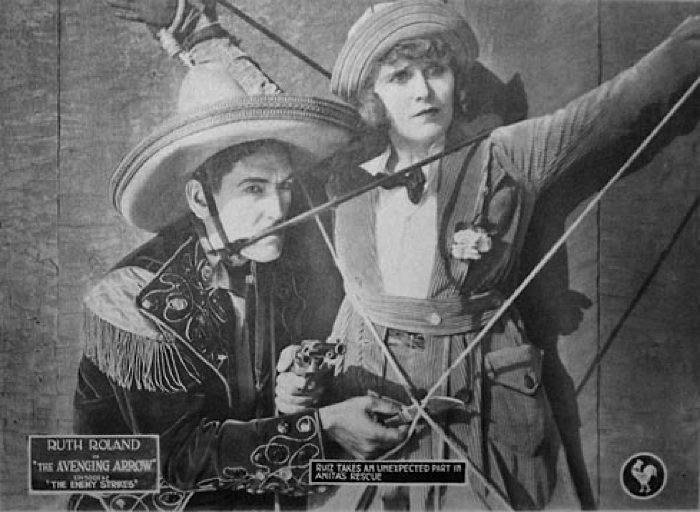
Cena do 2º episódio de Avenging Arrow, The Enemy Strikes.

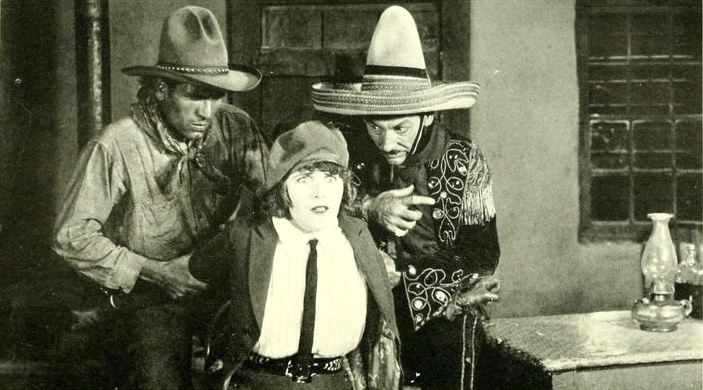
Cena do seriado, apresentando Ruth Roland e dois atores não identificados.

The Avenging Arrow (Brasil: Flecha Vingadora) é um seriado estadunidense de 1921, gênero Western, dirigido por William Bowman e W. S. Van Dyke, em 15 capítulos, estrelado por Ruth Roland e Edward Hearn. Foi produzido por Ruth Roland Serials & Robert Brunton Studios, distribuído pela Pathé Exchange, e veiculou nos cinemas estadunidenses entre 13 de março e 19 de junho de 1921.
Este seriado é considerado perdido.

## Sinopse
O seriado relata a história de uma atlética mas feminina jovem chamada Anita Delgado que, ao lado de seu interessado Ralph, viaja ao Sul da Califórnia tentando descobrir por que todos os seus antepassados femininos foram mortos antes de seus aniversários de 21 anos. O casal encontra mistério e caos, e enfrenta um bandido mexicano.

## Elenco
- Ruth Roland … Anita Delgado
- Edward Hearn … Ralph Troy
- Virginia Ainsworth … Luiza Traganza
- S.E. Jennings … Don Jose Delgado
- William Steele … Don Carlos Martinez
- Chief John Big Tree … Madoo
- Frank Lackteen … Pablo
- James Robert Chandler … The Hermit (creditado Robert Chandler)
- Otto Lederer

## Capítulos
1. Vow Of Mystery
2. The Enemy Strikes
3. The Hand of Treachery
4. A Life in Jeopardy
5. The Message Stone
6. The Midnight Attack
7. The Double Game
8. The Strange Pact
9. The Auction Block
10. Outwitted
11. Dangerous Waters
12. House of Treachery
13. On Perilous Grounds
14. Shifting Sands
15. The Toll Of The Desert